# 張莘恬
張莘恬（1996年4月11日—），台灣女子羽球選手。就讀臺北市立大同高級中學、臺北市立大學。

## 簡歷
2014年9月，張莘恬出戰奧克蘭國際賽，與張淨惠合作赢得女子雙打冠軍，獲得個人生涯國際賽首冠。
2017年8月， 張莘恬參加苏格兰格拉斯哥舉行的世界羽毛球錦標賽，她和張課琦出戰混合双打項目。首圈以2比1 （23-21、23-25、21-8）击退荷兰的耶勒·马斯/埃姆克·范德阿尔。但在第二圈中，面对赛会10号种子、中国香港的李晉熙/周凱華以0比2 （14-21、17-21）不敌对手，32强止步。

## 主要比賽成績
| 年份   | 賽事                   | 公開賽級別 | 項目     | 搭檔   | 成績   |
| ------ | ---------------------- | ---------- | -------- | ------ | ------ |
| 2014年 | 亞洲青年羽毛球錦標賽   | 其他       | 混合團體 | －     | 準決賽 |
| 2014年 | 越南羽毛球國際挑戰賽   | 國際挑戰賽 | 女子雙打 | 張淨惠 | 準決賽 |
| 2014年 | 越南羽毛球國際挑戰賽   | 國際挑戰賽 | 混合雙打 | 張課琦 | 準決賽 |
| 2014年 | 奧克蘭羽毛球國際賽     | 國際系列賽 | 女子雙打 | 張淨惠 | 冠軍   |
| 2015年 | 越南羽毛球國際挑戰賽   | 國際挑戰賽 | 女子雙打 | 張淨惠 | 準決賽 |
| 2015年 | 奧克蘭羽毛球國際賽     | 國際系列賽 | 女子雙打 | 張淨惠 | 準決賽 |
| 2015年 | 奧克蘭羽毛球國際賽     | 國際系列賽 | 混合雙打 | 吳沅錚 | 亞軍   |
| 2015年 | 中華台北羽毛球大獎賽   | 大獎賽     | 混合雙打 | 張課琦 | 亞軍   |
| 2016年 | 越南羽毛球國際挑戰賽   | 國際挑戰賽 | 混合雙打 | 張課琦 | 準決賽 |
| 2016年 | 世界大學生羽毛球錦標賽 | 其他       | 混合團體 | －     | 冠軍   |
| 2016年 | 意大利羽毛球國際賽     | 國際挑戰賽 | 混合雙打 | 張課琦 | 亞軍   |
| 2017年 | 波蘭羽毛球公開賽       | 國際挑戰賽 | 女子雙打 | 余芊慧 | 亞軍   |
| 2017年 | 波蘭羽毛球公開賽       | 國際挑戰賽 | 混合雙打 | 張課琦 | 準決賽 |
| 2017年 | 奧爾良羽毛球國際挑戰賽 | 國際挑戰賽 | 混合雙打 | 張課琦 | 亞軍   |
| 2017年 | 芬蘭羽毛球公開賽       | 國際挑戰賽 | 混合雙打 | 張課琦 | 準決賽 |
| 2018年 | 世界大学生羽毛球锦标赛 | 其他       | 混合團體 | －     | 季軍   |
| 2018年 | 世界大学生羽毛球锦标赛 | 其他       | 女子雙打 | 余芊慧 | 冠軍   |
| 2018年 | 世界大学生羽毛球锦标赛 | 其他       | 混合雙打 | 楊明哲 | 冠軍   |
| 2019年 | 奧爾良羽毛球大師賽     | 超級100賽  | 混合雙打 | 李洋   | 準決賽 |

| 2007-2017年 | 首要超級賽 | 超級賽 | 黃金大獎賽 | 大獎賽 | 國際挑戰賽 | 國際系列賽 | 未來系列賽 | 其他 |

| 2018-2026年 | 總決賽 | 超級1000賽 | 超級750賽 | 超級500賽 | 超級300賽 | 超級100賽 | 國際挑戰賽 | 國際系列賽 | 未來系列賽 | 其他 |

### 奧運會和世錦賽參賽紀錄
|          | 搭檔   | 2015 | 2016 | 2017 |
| -------- | ------ | ---- | ---- | ---- |
| 女子雙打 | 張淨惠 | 32強 | －   | －   |
|          |        |      |      |      |
| 混合雙打 | 張課琦 | －   | －   | 32強 |